# I de unge Aar
I de unge Aar er en dansk stumfilm fra 1915, der er instrueret af Alfred Cohn efter manuskript af Martin Jørgensen og Kai Holmberg.

## Handling
Denne artikel mangler et handlingsreferat. Hjælp os med at skrive det.

## Medvirkende
- Ingeborg Bruhn Bertelsen - Lille Anny
- Carl Lauritzen - Rektor Claudius, Annys far
- Maja Bjerre-Lind - Fru Claudius
- Alma Hinding - Elly, rektorens datter uden for ægteskab
- Robert Schmidt - Mag. Franck, forlovet med Elly
- Ebba Lorentzen